# جونگ جین-بونگ
جونگ جین-بونگ (انگلیسی: Jeong Jin-bong؛ زادهٔ ۲۱ مارس ۱۹۴۳) بازیکن بسکتبال اهل کره جنوبی بود. وی در بازی‌های المپیک تابستانی ۱۹۶۴ شرکت کرده‌است.